# بازار سقز
بازار سقز مجموعه ای تاریخی و محل داد و ستد انواع کالا مابین بازرگانان منطقه و سراسر کشور است که در مرکز شهر سقز قرار گرفته و نقش عمده ای در تجارت انواع کالا بین کشورهای ایران و عراق و ترکیه دارد.

## تاریخچه
بازار سقز از جمله اماکن تاریخی این شهر است که با توجه به بناهای باقیمانده از کاروانسراها و راسته بازارها مانند کاروانسرای تاجوانچی و راسته بازار یهودیان، به زمان زندیه بر می گردد که در دوران صفویه و قاجار نیز رونق داشته و مرمت شده است و در حال حاضر احیای مراکز تاریخی بازار همچون حمام حاج صالح، مسجد دومناره و کاروانسراها و احداث موزه تاریخی در دست مطالعه و انجام می باشد.

## ساختار بازار
این بازار از دو بخش اصلی میان قلعه و بازار سرپچه تشکیل شده است که رودخانه سرپوشیده ولی خان (خیابان فخررازی کنونی) آنها را از هم منفک و جدا کرده است. 
بازار سقز از چندین بازار کوچکتر تشکیل شده که براساس کالاهای عرضه‌شده و فروشندگان تقسیم‌بندی شده‌اند. از میان این بازارها می‌توان به «بازار بالا» که محل عرضهٔ کالاهای لوکس است، همچنین «بازار پایین» که محل عرضهٔ کالاهای سنتی مانند پارچه، لوازم عروسی و اقلام کشاورزی است اشاره کرد. بازارهای دیگری نیز وجود دارد مانند بازار یهودی‌ها که هم‌اکنون محل کار خیاطی ها و تولیدی های پوشاک است و نیز بازار قازاخانه که امروزه به‌طور گسترده‌ای مورد بازدید مسافران قرار می‌گیرد

## خصوصیات
بازار سقز با توجه تعداد زیاد مغازه ها و بازرگانان پارچه و پوشاک به عنوان قطب پارچه ایران شناخته شده است و این بازار به عنوان یکی از مراکز اصلی توزیع پارچه و پوشاک در منطقه و ایران مطرح است و بیش از ۵۰۰ مغازه و پاساژ پارچه و پوشاک فروشی به‌ویژه پارچه لباس کردی زنانه در مجموعه مغازه ها و پاساژهای گذر ابریشم، پشت بازار روز (قزاق خانه)، راسته اردلان، بازار بالا و زیرگذر آزادی مشغول فعالیتند.

## نگارخانه

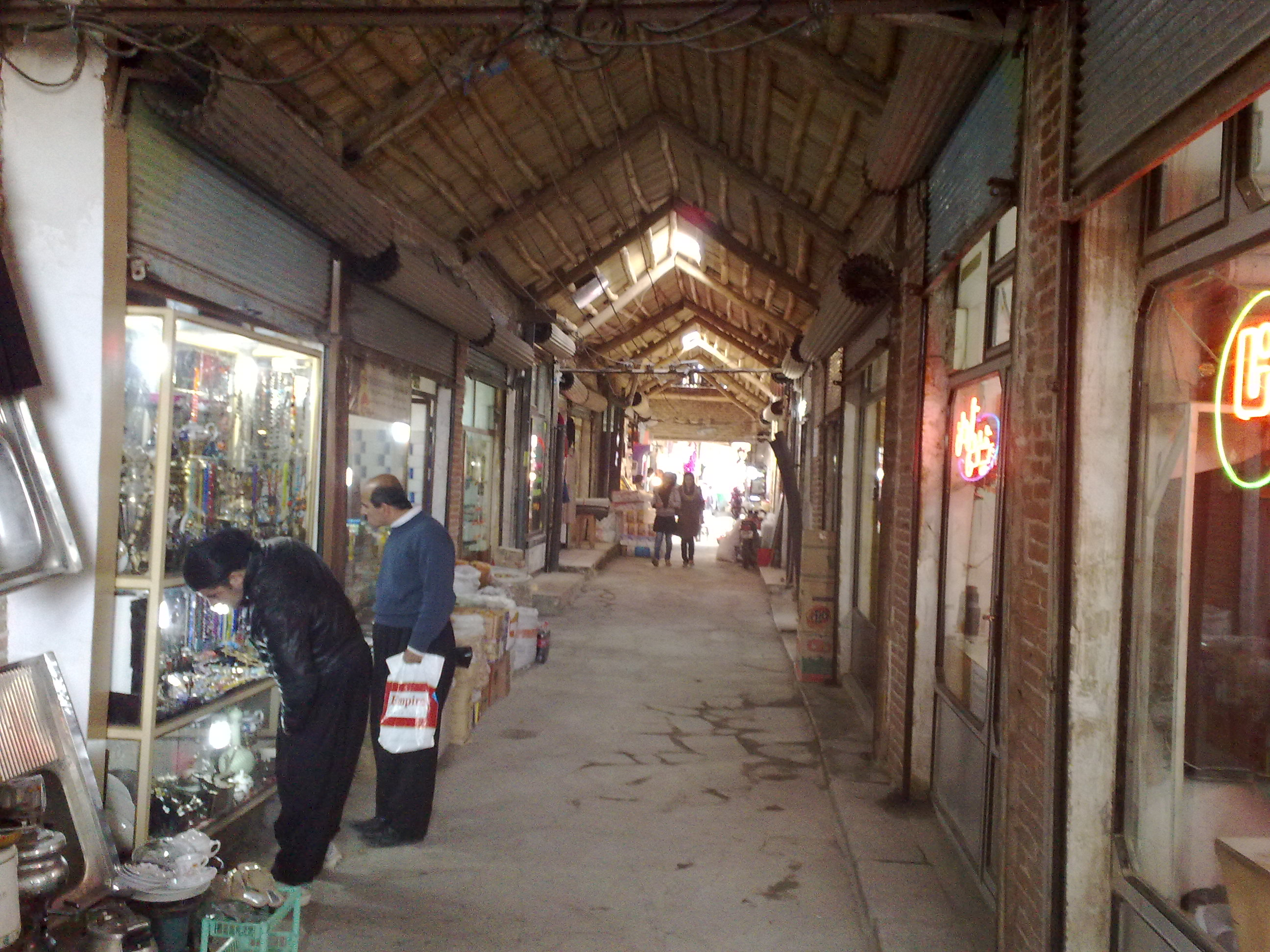
بازار مشهور به یهودی‌های سقز در سال ۱۳۹۲